# 장영 (조선)
장영(張銢, 1622년 ~ 1705년)은 조선 후기의 구미 출신의 문신 이었다. 자(字)는 명세(鳴世), 호(號)는 소매당(訴梅堂)이며, 본관은 인동(仁同)이다. 장응일(張應一)의 아들로, 할아버지인 장현광(張顯光)에게서 학문을 이어받았다.
1662년 사마시에 급제하였으며, 전설사별제(典設司別提)가 되었다. 이후, 경안찰방(慶安察訪), 고령현감, 이인찰방(利仁察訪), 군자감판관, 공조정랑, 경흥창주부, 세자익위사위수(世子翊衛司衛率) 등을 거쳤으며, 사후에 호조참의에 추증되었다.
저서로는 시문집인 《소매당유집》(訴梅堂遺集)이 남아 있다.